# Agni-III
El Agni-III (IAST: Agni, literalmente 'Fuego') es un misil balístico de alcance intermedio de la India que entró en servicio en 2011 como sucesor del Agni-II. Tiene un alcance de 3.500 a 5.000 kilómetros (2.200 a 3.100 millas) y puede alcanzar objetivos en el interior de países vecinos, incluida China.